# دينيسي باركر
دينيسي باركر (بالإنجليزية: Denise Parker) هي نبالة أمريكية، ولدت في 12 ديسمبر 1973 في سولت ليك في الولايات المتحدة.

## وصلات خارجية
- دينيسي باركر على موقع الاتحاد الدولي للرماية بالسهام (الإنجليزية)
- دينيسي باركر على موقع اللجنة الأولمبية الدولية (الإنجليزية)
- دينيسي باركر على موقع أوليمبيديا (الإنجليزية)